# Lotus Plaza
Lotus Plaza är ett soloprojekt av Lockett Pundt, känd från bandet Deerhunter. Den första fullängdaren The Floodlight Collective kom ut i mars 2009. Albumet är stark inspirerat av shoegaze men även Beach Boys går att hitta i albumets ljudlandskap.
Lockett Pundt gick med i Deerhunter 2005 efter att bandets sångare och frontman Bradford Cox bett honom spela gitarr för dem. Den första skiva Pundt var med och producerade var Cryptograms, bandets andra album. Skivan togs emot med öppna armar av kritikerna och lyckades knipa en fjortonde plats på den prestigefyllda årslistan av den internetbaserade musiktidningen Pitchfork.

## Diskografi

### Studioalbum
- 2009 – The Floodlight Collective
- 2012 – Spooky Action at a Distance